# Samorząd Regionu Allona
Samorząd Regionu Allona (hebr. מועצה אזורית אלונה) – samorząd regionu położony w dystrykcie Hajfa, w Izraelu.

## Położenie
Samorządowi podlegają osady rolnicze położone w pobliżu miasta Binjamina-Giwat Ada. Siedzibą władz administracyjnych samorządu regionu jest moszaw Ammikam.

## Osiedla
Na terenach o powierzchni 27 km² mieszka około 1400 ludzi. Znajdują się tutaj 3 moszawy zajmujące się rolnictwem i produkcją wina.

### Moszawy
| - Ammikam - Awi’el | - Giwat Nili |